# 皮肤病学
皮肤科（dermatology）是醫學上治疗皮肤疾病的專門分支。全身的皮膚面積廣大，因此皮膚是人體最大的器官。
皮膚病學是研究皮膚的結構、功能和疾病的學科，在广义上，还包含对头发、指甲、趾甲疾病的治疗。中国历史上有关皮肤病的记载，至少有3000年。1801年，第一次真正意义的皮肤病学校在巴黎圣路易医院开创。皮肤病的书籍也出现在该时期。
皮肤科的英文名称“Dermatology”来自于法语“dermologie”(1764年)以及拉丁文“dermatologia” (1777年)。